# Edwardsiella andrillae
Edwardsiella andrillae ist eine Seeanemone aus dem Südlichen Ozean, die unter dem Ross-Schelfeis im antarktischen Rossmeer entdeckt und 2013 erstbeschrieben wurde. Sie ist die einzige bekannte Art der Gattung Edwardsiella in der Antarktis und lebt in den Wasserkanälen an der Unterseite des Schelfeises.

## Merkmale

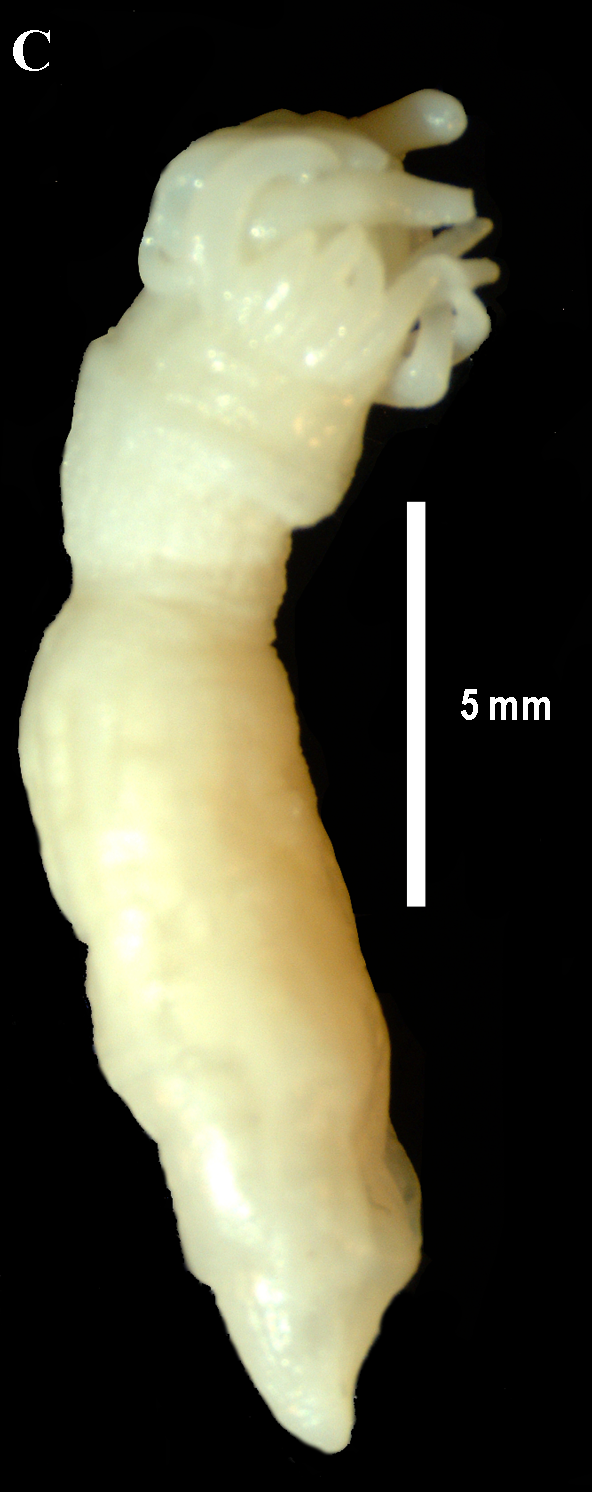
Edwardsiella andrillae, kontrahierter Polyp

Edwardsiella andrillae ist eine Seeanemone, die in Form eines sessilen Polypen im Meereis lebt. Sie unterscheidet sich von anderen Arten der Gattung vor allem durch die Anzahl der Tentakel sowie die Größe und Anordnung der Nesselzellen. Die Arten der Gattung Edwardsiella sind langgezogene Polypen mit einem langen Stiel (Scapus) und einem Capitulum, das die in 6-Zahl vorhandenen Tentakel trägt. Die Tentakel sind gefurcht, in den Furchen befinden sich in der Regel die Nesselzellen.
Edwardsiella andrillae besitzt einen langen Körper mit 20 bis 24 Tentakeln, die sich zum Ende verjüngen. Die inneren Tentakel sind auffallend länger als die äußeren. Sowohl der Scapus wie auch die Tentakel sind durchscheinend weiß und besitzen kein Periderm. Der Körper ist zusammengezogen 16 bis 20 Millimeter lang und hat einen Durchmesser von 6 Millimeter. Von der einzigen weiteren Art der Gattung aus der Südlichen Hemisphäre, Edwardsiella ignota aus Chile, unterscheidet sich Edwardsiella andrillae durch die Anordnung der Nesselzellen.

## Verbreitung
Edwardsiella andrillae ist bisher nur durch Proben von der Unterseite des Ross-Schelfeises im antarktischen Rossmeer bekannt. Die Tiere leben an der Unterseite der 250 bis 260 Meter dicken Eisschicht, unter der sich eine Wasserschicht von etwa 40 Metern Tiefe bis zum Meeresboden befindet. Sie ist die einzige bekannte Art der Gattung im Südlichen Ozean und im Bereich der Antarktis, nur Edwardsiella ignota von der chilenischen Küste ist aus der südlichen Hemisphäre bekannt. Darüber hinaus sind aus der Antarktis nur zwei weitere Arten der Edwardsiidae bekannt, Edwardsia meridionalis (Williams 1981) und Scolanthus intermedius (McMurrich 1893).

## Lebensweise
Edwardsiella andrillae ist wie andere Seeanemonen sessil und es ist die erste bekannte Art der Seeanemonen, die in Eis lebt; andere Arten der Antarktis leben auf Felsen oder in Weichsubstraten am Meeresboden. Sie befindet sich mit dem Großteil ihres Körpers in den Eiskanälen an der Unterseite des Schelfeises, aus dem nur die Tentakelkrone in das Meerwasser unterhalb des Eises herausragt.
Aufgrund des sehr begrenzten Materials und der schwierigen Möglichkeiten der Beobachtung sind die Lebensweise und die physiologischen Anpassungen an das Leben der Art im Eis weitestgehend unbekannt. Während andere Polypen ihre Wohnröhren entweder durch Extraktionen ihrer Basalteile oder unter Zuhilfenahme der Tentakel graben, sind diese beiden Optionen für die Eiskanäle eher ungeeignet. Auch physiologische Anpassungen an die extrem niedrigen Temperaturen, wie sie etwa bei Gliederwürmern wie Mesenchytraeus solifugus bekannt sind, konnten bei Edwardsiella andrillae nicht nachgewiesen werden.
In einer Analyse im Jahr 2016 wurde das Mikrobiom der Art anhand von fünf Individuen analysiert, um dessen Bedeutung bei der Anpassung an die Lebensweise zu untersuchen. Dabei wurde ein relativ artenarmes Mikrobiom identifiziert, das aus Vertretern aus sieben Bakterienstämmen besteht und von Proteobacteria oder Tenericutes dominiert wird. Zudem ist es zwischen den untersuchten Individuen vergleichsweise variabel in der Zusammensetzung und unterscheidet sich mit Ausnahme eines Acinetobacter-Verwandten deutlich von dem anderer Seeanemonen aus gemäßigten und tropischen Meeresregionen. Zugleich weist es einige Übereinstimmung mit dem Mikrobiom der ebenfalls in der Antarktis lebenden Weichkoralle Alcyonium antarcticum auf, vor allem die Präsenz von Gammaproteobacteria. Ableitung für die Lebensweise konnten nicht getroffen werden.

## Entdeckungsgeschichte

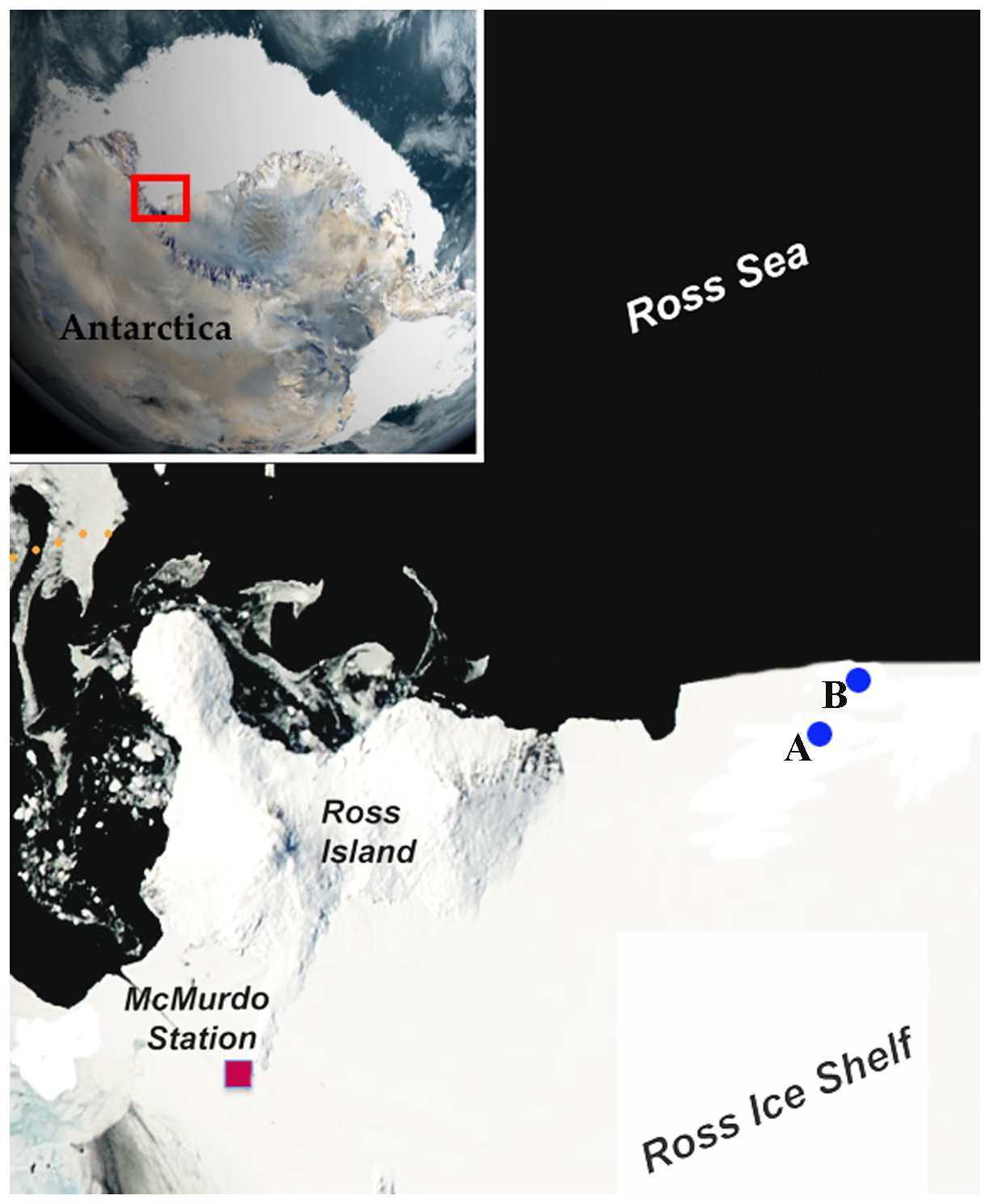
Sammlungspositionen im Ross-Schelfeis für Edwardsiella andrillae

Edwardsiella andrillae wurde während des Coulman High Project (CHP) im Rahmen des Forschungsprojektes ANDRILL (ANtarctic geologic DRILLing), gefördert durch die U.S. National Science Foundation, Office of Polar Programs, und in Neuseeland von der NZ Foundation for Research, Science and Technology, entdeckt und beschrieben. Das Programm widmete sich von 2010 bis 2011 der Erforschung dieses unzugänglichen und weitgehend unerforschten Lebensraums unterhalb des Meereises. Dabei wurden die Tiere durch das Submersible Capable of under-Ice Navigation and Imaging (SCINI), ein an zwei Stellen durch ein Loch im Eis herabgelassenen automatischen Forschungstauchboot, entdeckt. Mit Hilfe der Kameras des SCINI konnte an zwei Stellen je eine Fläche unterhalb des Eises gefilmt werden, die von den Polypen von Edwardsiella andrillae bewachsen war.
Mit Hilfe eines improvisierten Greifers und Sammlers, der an das SCINI angebracht wurde, konnten mehr als 20 einzelne Individuen vom Eis entfernt und eingesammelt werden. Dabei wurde zur Unterstützung heißes Wasser von der Eisoberfläche durch einen Schlauch zum Greifer gepumpt, um die Entfernung der Tiere aus dem Eis zu ermöglichen. Die in Ethanol eingelegten Individuen wurden mit einem Helikopter zur McMurdo-Station zur Untersuchung und Konservierung in Formalin gebracht.

## Systematik
Edwardsiella andrillae wurde 2013 als eigenständige Art der Gattung Edwardsiella von den Forschern Marymegan Daly, Frank Rack und Robert Zook beschrieben. Die Arten der Gattung Edwardsiella werden den Edwardsiidae zugeordnet, die sich aus zahlreichen Arten von sessilen und grabenden Seeanemonen in zahlreichen Küstenlebensräumen, darunter Tiefseegräben oder hypo- bis hypersaline Ästuare, zusammensetzt.
Die Namensgebung mit dem Artnamen andrillae erfolgte nach dem Forschungsprogramm Antarctic Drilling ANDRILL, in dessen Rahmen die Polypen gefunden wurden.

## Belege
1. 1 2 3 4 5 6  Marymegan Daly, Frank Rack, Robert Zook: Edwardsiella andrillae, a New Species of Sea Anemone from Antarctic Ice. PLoS ONE 8(12): e83476; 11. Dezember 2013 doi:10.1371/journal.pone.0083476
2. ↑  Alison E. Murray, Frank R. Rack, Robert Zook, Michael J. M. Williams, Mary L. Higham, Michael Broe, Ronald S. Kaufmann, Marymegan Daly: Microbiome Composition and Diversity of the Ice-Dwelling Sea Anemone, Edwardsiella andrillae. Integrative and Comparative Biology 56 (4), Oktober 2016; S. 542–555, doi:10.1093/icb/icw095